# 冉子耕家族大宗世系
冉子耕世系：自冉子始，冉子伯牛大宗世系至光緒17年歷70代。冉子先祖得姓起源，據《聖門十六子書》所載，《冉子世系譜》云為曹叔振鐸後，而《東原州志》及《冉氏族譜》則云為冉叔載後。按其中曹叔振鐸傳承的世系，與正史所載不符，且偏離事實。而眾書皆云，冉耕、冉雍、冉求為親兄弟，與正史所載同族有異。第69至70代世系，依《肥城縣志》而補。自70代以後世系，因資料缺乏而暫缺。

## 冉子先祖

### 傳疑時期
- 世祖  黃帝
- 世祖  玄囂
- 世祖  蟜極
- 世祖  帝嚳
- 世祖  后稷

### 夏至春秋時期
此前一段世系失考
- 世祖  姬不窋
- 世祖  姬鞠
- 世祖  姬公劉
- 世祖  姬慶節
- 世祖  姬皇仆
- 世祖  姬差弗
- 世祖  姬毀隃
- 世祖  姬公非
- 世祖  姬高圉
- 世祖  姬亞圉
- 世祖  姬公類
- 世祖  姬亶父，周太王
- 世祖  姬季歷，周王季
- 世祖  姬昌，周文王
- 世祖  冉載，受封於冉，以國為氏。

此一段失考
- 父  冉在，（《東原州志》作冉在，《冉子世系譜》作冉離），生三子：耕、雍、求。

## 冉子
- 冉子，冉耕，在長子，字伯牛，生二子：興、志。

## 冉子後裔

### 世系
- 第2代  冉志，耕幼子，字子博，魯大夫，春秋從祀。
- 第3代  冉辛
- 第4代  冉智
- 第5代  冉御，魯大夫。
- 第6代  冉議，中大夫。
- 第7代  冉阮，中大夫。
- 第8代  冉噲，字名成。
- 第9代  冉脈，下大夫。
- 第10代  冉謨，漢大夫。
- 第11代  冉斐
- 第12代  冉亨
- 第13代  冉謹
- 第14代  冉鎡，字漢玉，博務識古，聞其名聘之不受。
- 第15代  冉遂
- 第16代  冉康，字楚寧。
- 第17代  冉健
- 第18代  冉乘，字子由。
- 第19代  冉舒
- 第20代  冉戒
- 第21代  冉本，字淵泉，清雅有學。
- 第22代  冉展，字好枝，通曉詩文，引進後學，以孝弟聞，舉有道不起。
- 第23代  冉列，字武功。
- 第24代  冉魯，字惟一，學本淵源，敦尚氣節。
- 第25代  冉勤，字公敏。
- 第26代  冉商，字量裁。
- 第27代  冉盛，字雲龍。
- 第28代  冉价
- 第29代  冉芾，字盛分。
- 第30代  冉秉乾，字純如，制行端謹，學文淵源。
- 第31代  冉西楚，字洛白。
- 第32代  冉恭寬，字得眾。
- 第33代  冉洪緒，字元復。
- 第34代  冉建業，字斯皇，性謹厚，不與人爭，鄉人化之。
- 第35代  冉之儀，字振恆，德行學問，足為世範，甘貧樂道。
- 第36代  冉允若，字盧虛。
- 第37代  冉奇之，字足法。
- 第38代  冉云之，字仲未。
- 第39代  冉命與，字天篤。
- 第40代  冉成月
- 第41代  冉道可
- 第42代  冉必友
- 第43代  冉世英，字右俊。
- 第44代  冉師周，字克生，四世同居，咸敦孝弟。
- 第45代  冉行果，字舒常。
- 第46代  冉叔謙，字心服，歲貢，文雅有學，勤於訓誨。
- 第47代  冉永安，字奕安，歲貢。
- 第48代  冉連惠，字五美。
- 第49代  冉尚德，字澤久，母季氏于歸三年夫故，教子守節，五十七年始終如一，及故，廬墓三年，祭祀必誠。
- 第50代  冉興宗，字要年，員外郎。
- 第51代  冉國璘
- 第52代  冉育智
- 第53代  冉效祖
- 第54代  冉箕
- 第55代  冉宜，字貴來，宋末元初移居顏村冉馬莊。
- 第56代  冉就，字魯瞻。
- 第57代  冉忠，字良弼，明永樂3年歲貢，仕至山西太原府通判，為政寬平，民安其化。七載臨行，士民百餘人送至三十里，歸守祖廟，主奉祀事。
- 第58代  冉通，字紹文，繼述父志，主奉祀事，精潔有加。
- 第59代  冉靜，字定國，主奉祀事。
- 第60代  冉浩，字說初，主奉祀事。
- 第61代  冉慶，字昌府，主奉祀事。
- 第62代  冉思真，字古風，主奉祀事，以齒德重於鄉，有司編匾，榮以壽官冠帶，享年84歲。生子：希孟、希賜。希孟無後，以希賜為宗。
- 第63代  冉希賜，字秀川，因長支無人，以次嫡主奉祀事。
- 第64代  冉魁名，望圖，主奉祀事。心性耿直，以理律身，宗族鄉黨以考弟稱。崇禎17年甲申，流寇入境。時祖母王氏年七十二歲，扶奔鳳凰山而免，享年八十二歲。

### 翰林院五經博士
- 第65代  冉士樸，字和軒，號懷素，主奉祀事。清雍正2年恩詔為先賢冉子伯牛設立博士，經山東巡撫岳濬查明，冉士樸委係嫡裔，於雍正13年奉旨授為世襲翰林院五經博士。
- 第66代  冉養尼，字衍公，因患癱症未襲。
- 第67代  冉廷硯，字佑臣，乾隆16年承襲翰林院五經博士。
- 第68代  冉傳科，字振里，乾隆60年承襲翰林院五經博士。
- 第69代  冉繼楷，字貢培，承襲翰林院五經博士。
- 第70代  冉廣培，繼繼楷承襲翰林院五經博士。  冉廣鑫，繼廣培承襲翰林院五經博士。